# Faina Mielnik
Faina Grigorjewna Mielnik (Welewa), ros. Фаина Григорьевна Мельник (ur. 9 czerwca 1945 w Bakocie na Ukrainie, zm. 16 grudnia 2016 w Moskwie) – radziecka lekkoatletka, trenerka i dentystka pochodzenia żydowskiego, wielokrotna rekordzistka świata w rzucie dyskiem.

## Życiorys

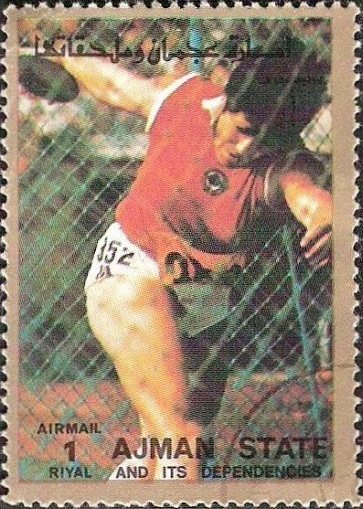

Urodziła się 9 czerwca 1945 na Ukrainie, w rodzinie żydowskiej.
Na Mistrzostwach Europy w 1971 po raz pierwszy zdobyła złoty medal w rzucie dyskiem. Rok później triumfowała na igrzyskach olimpijskich w Monachium. W 1974 w Rzymie obroniła tytuł mistrzyni Europy. Startowała też na igrzyskach olimpijskich w Montrealu i igrzyskach olimpijskich w Moskwie, ale nie zdobyła na nich żadnego medalu.
Była pierwszą zawodniczką, która rzuciła dyskiem na odległość ponad 70 metrów. Łącznie w ciągu całej kariery 11 razy poprawiała rekord świata, po raz ostatni w 1976 (70,50 m).
Po zakończeniu kariery zawodniczej pracowała jako trenerka i dentystka.